# Бурбон, Мария Анна де (1697—1741)
Мария Анна де Бурбон (фр. Marie Anne de Bourbon, 16 октября 1697, Отель Конде — 11 августа 1741, Малый Люксембургский дворец) — французская принцесса, старшая фрейлина королевы Марии Лещинской. Дочь Людовика III Бурбона, принца Конде, и его супруги, Луизы Франсуазы де Бурбон, узаконенной дочери короля Франции Людовика XIV и его знаменитой фаворитки Франсуазы-Атенаис де Монтеспан. При дворе была известна как мадемуазель Клермон.

## Биография
Мария Анна была четвёртой дочерью и пятым ребёнком в семье. Она родилась в отеле Конде в Париже и была крещена там же 29 августа 1700 года. Её назвали одним именем со старшей сестрой, Марией Анной Элеонорой. Так же звали её тётю, герцогиню де Вандом. По слухам Мария Анна была плодом любовной связи её матери с Франсуа Луи, принцем Конти, в отношениях с которым она состояла во время рождения Марии Анны.
В 1710 году её двоюродная сестра Мария Луиза Елизавета Орлеанская вышла замуж за герцога Беррийского и получила право на собственный двор; Мария Анна стала одной из её фрейлин.
После смерти своего мужа Мария Луиза Елизавета жила в Люксембургском дворце и усадьбе Ла-Мюэтт. Её многочисленные любовники и беспрестанные беременности вскоре наградили её репутацией Мессалины. Её скандальный образ жизни заставили Марию Анну оставить свой пост.
В 1719 году Мария Анна тайно вышла замуж за своего любовника Луи де Мелёна, герцога де Жуайез. В 1724 Луи де Мелён погиб в результате несчастного случая во время королевской охоты на оленя в лесу близ замка Шантийи. Настигнув зверя, он получил сильный удар рогами, разорвавший диафрагму и легкое. Королевский хирург не смог его спасти. Принц был погребен в Лилле в доминиканской церкви. Обезумевшая от горя Мария Анна больше не выходила замуж  и у неё не было детей.
В 1725 году она стала старшей фрейлиной королевы-польки Марии Лещинской. Она получила этот пост благодаря своему брату Луи-Анри, герцогу де Бурбон, который помог организовать брак Марии с Людовиком XV. После смерти её двоюродной сестры Луизы Дианы Орлеанской в 1736 году после трудных родов, Марию Анну попросили отправиться в замок Исси, чтобы представлять королеву на похоронах Луизы Дианы.
Мари Анна занимала свой пост до самой своей смерти в 1741 году. Умерла в Малом Люксембургском дворце от воспаления кишечника. Как и её сестры, Луиза Анна и Елизавета Александрина, похоронена в монастыре кармелиток в Фобур-Сен-Жак в Париже.